# Cyphocharax stilbolepis
Cyphocharax stilbolepis é uma espécie de peixe da família dos Curimatidae e da ordem dos caraciformes. Os machos podem alcançar 10,8 cm de comprimento. A espécie vive em zonas de clima tropical, na América do Sul, nas bacias dos rios Tocantins e Xingu, no Brasil.